# Monte Unghiasse
Monte Unghiasse – szczyt w Alpach Graickich, części Alp Zachodnich. Leży w północnych Włoszech w regionie Piemont. Należy do masywu Alpi di Lanzo e dell’Alta Moriana.